# Mas de Barberans
Mas de Barberans é um município da Espanha na comarca de Montsià, província de Tarragona, comunidade autónoma da Catalunha. Tem 78,8 km² de área e em 2021 tinha 572 habitantes (densidade: 7,3 hab./km²).

## Demografia
| Variação demográfica do município entre 1991 e 2004 [carece de fontes?] | Variação demográfica do município entre 1991 e 2004 [carece de fontes?] | Variação demográfica do município entre 1991 e 2004 [carece de fontes?] | Variação demográfica do município entre 1991 e 2004 [carece de fontes?] |
| ----------------------------------------------------------------------- | ----------------------------------------------------------------------- | ----------------------------------------------------------------------- | ----------------------------------------------------------------------- |
| 1991                                                                    | 1996                                                                    | 2001                                                                    | 2004                                                                    |
| 753                                                                     | 726                                                                     | 682                                                                     | 682                                                                     |